# Otto Fehlmann
Otto Fehlmann (5 aprile 1889 – 5 ottobre 1977) è stato un calciatore svizzero, di ruolo difensore.

## Carriera

### Nazionale
Ha collezionato venti presenze con la propria Nazionale.